# François Alexandre Michal de la Bretonnière
François Alexandre Michal de la Bretonnière, né le 20 juillet 1767 à Saint-Geoire (Isère), mort le 9 avril 1828 à Saint-Geoire (Isère), est un général français de la Révolution et de l’Empire.

## États de service
Il entre en service le 18 avril 1793, comme adjudant major au 2e bataillon de volontaires de la Loire-Inférieure, et il fait les campagnes de l’an II et de l’an III, aux armées du Rhin et de l’Ouest.
Le 25 mars 1795, il reçoit une commission de capitaine adjoint aux adjudants-généraux, puis il est employé dans les bureaux de la guerre sous le général du Bayet pendant son ministère. De l’an V à l’an VII, il est affecté à l’armée de l’Ouest, et à celle d’Angleterre. Le 30 mai 1798, il devient aide de camp du général Digonet, et le 29 septembre 1799, il est employé comme adjoint à l’état-major de la 17e division militaire à Paris. 
Le 12 décembre 1800, il est envoyé en mission à l’armée des Grisons, et 12 décembre 1800, il rejoint l’état-major de la 7e division militaire. Le 27 décembre 1806, il passe à l’état-major de la Grande Armée sous les ordres du maréchal Berthier, et il y reste jusqu’à la dissolution du quartier général le 15 mai 1814. Il est nommé chef de bataillon le 15 février 1807, et il est fait chevalier de la Légion d’honneur le 14 mai 1807.
Il est élevé au grade d’adjudant commandant le 30 mai 1811, et il est créé chevalier de l’Empire le 27 février 1812, puis il est nommé officier de la Légion d’honneur le 14 mai 1813. Il est créé baron de l’Empire le 5 novembre 1813.
Lors de la première restauration, il prend le commandement du département d’Eure-et-Loir, le 25 mai 1814, et il est fait chevalier de Saint-Louis le 5 novembre 1814. Le 27 décembre suivant, il est affecté à l’état-major de la 1re division militaire, et le 1er février 1815, il est mis en disponibilité.
Pendant les Cent-Jours, il est promu général de brigade le 5 juillet 1815.
Au retour des Bourbons, sa promotion au grade de général de brigade est annulée, par ordonnance du 1er août 1815, et il est mis en non activité avec le grade de colonel.
Il meurt le 9 avril 1828, à Saint-Geoire-en-Valdaine.

## Dotation
- Le 19 mars 1808, donataire d’une rente de 2 000 francs sur les biens réservés en Westphalie.

## Armoiries
| Armoiries | Nom du chevalier et blasonnement |
| --------- | --- |
|           | Chevalier François Alexandre Michal de la Bretonnière et de l'Empire, décret du 15 août 1810, lettres patentes du 27 février 1812. officier de la Légion d’honneur D'azur, à deux fasces d'or, accompagnées de trois chausse-trappes du même, deux en chef, une en pointe, et d'une bombe aussi d'or, en abîme ; bordure du tiers de l'écu, de gueules chargée au premier point en chef, du signe des chevaliers légionnaires - Livrées : les couleurs de l'écu. |